# Ministerium für Kommunikation und Informationstechnologie (Syrien)
Das Ministerium für Kommunikation und Informationstechnologie (arabisch وزارة الإتصالات وتقانة المعلومات, DMG Wizārat al-Ittiṣālāt wa-Taqānat al-Maʿlūmāt) der Arabischen Republik Syrien ist das Ministerium, das für die Durchsetzung der Regierungsrichtlinien für Kommunikation und Information zuständig ist. 

## Geschichte und Aufgaben
Das Ministerium wurde 2003 gegründet und hat seinen Sitz in Damaskus. Es ist verantwortlich für die Entwicklung und Implementierung von Strategien in den Bereichen Telekommunikation, Informationstechnologie und digitale Transformation in Syrien.

## Minister für Kommunikation und Informationstechnologie
- Radwan Martini (2000–13. Dezember 2001)
- Mohammad Bashir al-Monjed (13. Dezember 2001–21. Februar 2006)
- Amr Nazir Salem (21. Februar 2006–8. Dezember 2007)
- Imad Abdel Ghani Sabouni (8. Dezember 2007–27. August 2014)
- Mohammad Ghazi al-Dschalali (27. August 2014–3. Juli 2016)
- Ali al-Dhafir (3. Juli 2016–28. November 2018)
- Iyad Mohammad al-Khatib (28. November 2018–9. Dezember 2024)
- Hussein al-Masri (9. Dezember 2024–amtierend)